# Indianapolis Colts 2022
La stagione 2022 degli Indianapolis Colts è stata la 70ª della franchigia nella National Football League, la 39ª ad Indianapolis, la sesta sotto la dirigenza del general manager Chris Ballard, la quinta ed ultima con Frank Reich come capo-allenatore.
Per la prima volta dal 2011, il wide receiver T.Y. Hilton non fece parte della squadra all'inizio della stagione regolare. Dopo un inizio di stagione difficile, vincendo solamente tre delle prime nove partite, i Colts licenziarono il capo-allenatore Frank Reich. L'ex centro dei Colts Jeff Saturday fu nominato capo-allenatore ad interim. La squadra non riuscì a migliorare il bilancio di 9–8 della stagione precedente. Dopo la settimana di riposo furono sconfitti dai Minnesota Vikings, sconfitta che segnò la loro annata, la prima con un record negativo dal 2019. La partita passò alla storia in quanto i Colts concedettero a Minnesota la maggior rimonta della storia della NFL dopo essere stati in vantaggio 33–0 all'intervallo e perdendo ai supplementari per 36–39. Con sconfitta contro i Jacksonville Jaguars nel sedicesimo turno, i Colts furono esclusi dai play-off per la seconda stagione consecutiva.

## Mercato giocatori

### Free agent

#### Unrestricted
| Giocatore          | Ruolo | Squadra nel 2022     | Data della firma | Contratto             |
| ------------------ | ----- | -------------------- | ---------------- | --------------------- |
| Matthew Adams      | LB    | Chicago Bears        | 9 aprile 2022    | 1 anno/$1,18 milioni  |
| Jahleel Addae      | S     |                      |                  |                       |
| Mo Alie-Cox        | TE    | Indianapolis Colts   | 15 marzo 2022    | 3 anni/$17,55 milioni |
| Michael Badgley    | K     | Jacksonville Jaguars | 26 agosto 2022   |                       |
| T.J. Carrie        | CB    |                      |                  |                       |
| Julién Davenport   | OT    | Chicago Bears        | 25 aprile 2022   | 1 anno/$1,18 milioni  |
| Eric Fisher        | OT    |                      |                  |                       |
| Zaire Franklin     | LB    | Indianapolis Colts   | 16 marzo 2022    | 3 anni/$10 milioni    |
| Mark Glowinski     | G     | New York Giants      | 17 marzo 2022    | 3 anni/$18,3 milioni  |
| T.Y. Hilton        | WR    |                      |                  |                       |
| Tyquan Lewis       | DE    | Indianapolis Colts   | 16 marzo 2022    | 1 anno/$2,545 milioni |
| Marlon Mack        | RB    | Houston Texans       | 11 aprile 2022   | 1 anno/$2 milioni     |
| Al-Quadin Muhammad | DE    | Chicago Bears        | 20 marzo 2022    | 2 anni/$8 milioni     |
| George Odum        | S     | San Francisco 49ers  | 22 marzo 2022    | 3 anni/$9,5 milioni   |
| Zach Pascal        | WR    | Philadelphia Eagles  | 21 marzo 2022    | 1 anno/$1,5 milioni   |
| Matt Pryor         | G     | Indianapolis Colts   | 16 marzo 2022    | 1 anno/$5,5 milioni   |
| Chris Reed         | G     | Minnesota Vikings    | 1º aprile 2022   | 2 anni/$4,5 milioni   |
| Xavier Rhodes      | CB    |                      |                  |                       |
| Isaac Rochell      | DE    | Cleveland Browns     | 20 aprile 2022   | 1 anno/$1,18 milioni  |
| Andrew Sendejo     | S     |                      |                  |                       |
| Taylor Stallworth  | DE    | Kansas City Chiefs   | 6 aprile 2022    | 1 anno/$1,18 milioni  |
| Sam Tevi           | OT    |                      |                  |                       |
| Kemoko Turay       | DE    | San Francisco 49ers  | 18 aprile 2022   | 1 anno/$1,7 milioni   |
| Antwaun Woods      | DT    | Arizona Cardinals    | 29 luglio 2022   | 1 anno/$1,035 milioni |

#### Restricted
| Giocatore    | Ruolo | Squadra nel 2022   | Data della firma | Contratto             |
| ------------ | ----- | ------------------ | ---------------- | --------------------- |
| Ashton Dulin | WR    | Indianapolis Colts | 19 aprile 2022   | 1 anno/$2,433 milioni |
| Skai Moore   | LB    |                    |                  |                       |

#### Exclusive rights
| Giocatore      | Ruolo | Squadra nel 2022 | Data della firma | Contratto |
| -------------- | ----- | ---------------- | ---------------- | --------- |
| Quartney Davis | WR    |                  |                  |           |
| Nick Nelson    | CB    |                  |                  |           |

### Arrivi
| Giocatore       | Ruolo | Squadra precedente   | Data della firma | Contratto             |
| --------------- | ----- | -------------------- | ---------------- | --------------------- |
| Tony Brown      | CB    | Las Vegas Raiders    | 8 marzo 2022     | 1 anno/$965.000       |
| Brandon Facyson | CB    | Las Vegas Raiders    | 18 marzo 2022    | 1 anno/$3,84 milioni  |
| Armani Watts    | S     | Kansas City Chiefs   | 5 aprile 2022    | 1 anno/$1,18 milioni  |
| Brandon King    | LB    | New England Patriots | 13 aprile 2022   | 1 anno/$1,18 milioni  |
| Rodney McLeod   | S     | Philadelphia Eagles  | 14 aprile 2022   | 1 anno/$1,77 milioni  |
| Brandon Kemp    | OT    | Tennessee Titans     | 15 aprile 2022   | 1 anno/$705.000       |
| Stephon Gilmore | CB    | New England Patriots | 18 aprile 2022   | 2 anni/$20 milioni    |
| Dennis Kelly    | OT    | Green Bay Packers    | 10 maggio 2022   | 1 anno/$1,272 milioni |
| Phillip Lindsay | RB    | Miami Dolphins       | 17 maggio 2022   | 1 anno/$1,13 milioni  |
| Nick Foles      | QB    | Chicago Bears        | 23 maggio 2022   | 2 anni/$6,2 milioni   |
| Ty'Son Williams | RB    | Baltimore Ravens     | 24 maggio 2022   | 1 anno/$825.000       |
| Caeveon Patton  | DT    |                      | 9 giugno 2022    | 3 anni/$2,560 milioni |
| Bryan Cox Jr.   | DE    | Buffalo Bills        | 10 giugno 2022   | 1 anno/$965.000       |
| Jason Spriggs   | OT    | Atlanta Falcons      | 10 giugno 2022   | 1 anno/$1,035 milioni |
| Ifeadi Odenigbo | DE    | Cleveland Browns     | 15 giugno 2022   | 1 anno/$1,035 milioni |
| Byron Cowart    | DT    | England Patriots     | 23 luglio 2022   | 1 anno/965.000        |
| Isaiah Ford     | WR    | Miami Dolphins       | 26 luglio 2022   | 1 anno/1,035 milioni  |
| John Hurst      | WR    | Tampa Bay Buccaneers | 26 luglio 2022   | 1 anno/$965.000       |
| Caeveon Patton  | DT    | Indianapolis Colts   | 29 luglio 2022   | 1 anno/$705.000       |
| Alex Mollette   | C     | Indianapolis Colts   | 2 agosto 2022    | 1 anno/$705.000       |
| D.J. Montgomery | WR    | New York Jets        | 3 agosto 2022    | 1 anno/$825.000       |
| Matt Haack      | P     | Buffalo Bills        | 25 agosto 2022   | 1 anno/$1,035 milioni |

|  | Indica che il giocatore era free agent al termine della stagione 2021 della squadra di cui faceva parte. |

### Svincolati
| Giocatore             | Ruolo | Squadra nel 2022     | Data dello svincolo |
| --------------------- | ----- | -------------------- | ------------------- |
| Malik Jefferson       | LB    | Dallas Cowboys       | 10 maggio 2022      |
| Shon Coleman          | OT    | Chicago Bears        | 10 maggio 2022      |
| Farrod Green          | TE    |                      | 10 maggio 2022      |
| Eli Wolf              | TE    | Green Bay Packers    | 10 maggio 2022      |
| Max Borghi            | RB    | Denver Broncos       | 18 maggio 2022      |
| James Morgan          | QB    |                      | 23 maggio 2022      |
| Alex Mollette         | C     | Indianapolis Colts   | 24 maggio 2022      |
| Jordan Glasgow        | LB    |                      | 9 giugno 2022       |
| McKinley Williams III | DT    |                      | 9 giugno 2022       |
| Cullen Wick           | DE    |                      | 10 giugno 2022      |
| Scott Patchan         | DE    | New Orleans Saints   | 23 luglio 2022      |
| Kekoa Crawford        | WR    |                      | 26 luglio 2022      |
| Caeveon Patton        | DT    | Indianapolis Colts   | 26 luglio 2022      |
| Brian Cox Jr.         | DT    |                      | 29 luglio 2022      |
| John Hurst            | WR    |                      | 9 agosto 2022       |
| Jason Spriggs         | G     |                      | 12 agosto 2022      |
| Isaiah Ford           | WR    |                      | 16 agosto 2022      |
| Brandon Kemp          | OT    |                      | 16 agosto 2022      |
| Alexander Myers       | CB    |                      | 16 agosto 2022      |
| Michael Young Jr.     | WR    |                      | 16 agosto 2022      |
| D.J. Montgomery       | WR    |                      | 22 agosto 2022      |
| Caeveon Patton        | DT    |                      | 22 agosto 2022      |
| Alex Mollette         | C     |                      | 23 agosto 2022      |
| C.J. Verdell          | RB    |                      | 23 agosto 2022      |
| Jake Verity           | K     | Jacksonville Jaguars | 25 agosto 2022      |
| Curtis Brooks         | DT    | Indianapolis Colts   | 30 agosto 2022      |
| Anthony Chesley       | CB    | Tampa Bay Buccaneers | 30 agosto 2022      |
| Kameron Cline         | DE    | Indianapolis Colts   | 30 agosto 2022      |
| Jack Coan             | QB    |                      | 30 agosto 2022      |
| Keke Coutee           | WR    | Indianapolis Colts   | 30 agosto 2022      |
| Marcel Dabo           | DB    | Indianapolis Colts   | 30 agosto 2022      |
| Ethan Fernea          | WR    | Indianapolis Colts   | 30 agosto 2022      |
| DeMichael Harris      | WR    |                      | 30 agosto 2022      |
| Michael Jacobson      | TE    |                      | 30 agosto 2022      |
| Nikola Kalinic        | TE    | Indianapolis Colts   | 30 agosto 2022      |
| Dennis Kelly          | OT    | Indianapolis Colts   | 30 agosto 2022      |
| Brandon King          | LB    |                      | 30 agosto 2022      |
| Jordan Murray         | OT    | Indianapolis Colts   | 30 agosto 2022      |
| Phillip Lindsay       | RB    | Indianapolis Colts   | 30 agosto 2022      |
| R.J. McIntosh         | DT    |                      | 30 agosto 2022      |
| Samson Nacua          | WR    |                      | 30 agosto 2022      |
| D'vonte Price         | RB    | Indianapolis Colts   | 30 agosto 2022      |
| Will Redmond          | S     | Indianapolis Colts   | 30 agosto 2022      |
| Forrest Rhyne         | LB    | Indianapolis Colts   | 30 agosto 2022      |
| Josh Seltzner         | G     |                      | 30 agosto 2022      |
| James Skalski         | LB    |                      | 30 agosto 2022      |
| Marvell Tell          | S     | Cincinnati Bengals   | 30 agosto 2022      |
| Ryan Van Demark       | OT    |                      | 30 agosto 2022      |
| Sterling Weatherford  | LB    | Chicago Bears        | 30 agosto 2022      |
| Chris Wilcox          | CB    | Indianapolis Colts   | 30 agosto 2022      |
| Chris Williams        | DT    | Indianapolis Colts   | 30 agosto 2022      |
| Ty'son Williams       | RB    |                      | 30 agosto 2022      |

### Scambi
- 16 marzo 2022: i Colts cedettero il cornerback Rock Ya-Sin ai Las Vegas Raiders in cambio del defensive end Yannick Ngakoue[99].
- 30 agosto 2022: i Colts cedettero la loro scelta nel sesto giro del Draft NFL 2023 ai Tampa Bay Buccaneers in cambio del linebacker Grant Stuard e della scelta nel settimo giro nel 2023 di questi ultimi[100].
- 1º novembre 2022: i Colts cedettero il running back Nyheim Hines ai Buffalo Bills in cambio del running back Zack Moss e la scelta condizionale nel sesto giro del 2023 di questi ultimi[101].

## Scelte nel Draft 2022
| Scelte dei Colts nel Draft 2022 |        |                  |       |                  |                                            |
| Giro                            | Scelta | Giocatore        | Ruolo | College          | Note                                       |
| 2                               | 53     | Alec Pierce      | WR    | Cincinnati       | Da Las Vegas tramite Green Bay e Minnesota |
| 3                               | 73     | Jelani Woods     | TE    | Virginia         | Da Washington                              |
| 3                               | 77     | Bernhard Raimann | OT    | Central Michigan | Da Minnesota                               |
| 3                               | 96     | Nick Cross       | S     | Maryland         | Da LA Rams tramite Denver                  |
| 5                               | 159    | Eric Johnson     | DT    | Missouri State   |                                            |
| 6                               | 192    | Andrew Ogletree  | TE    | Youngstown State | Da Minnesota                               |
| 6                               | 216    | Curtis Brooks    | DT    | Cincinnati       | Scelta compensatoria                       |
| 7                               | 239    | Rodney Thomas II | DB    | Yale             |                                            |

Note
- I Colts fecero due scambi distinti coi Philadelphia Eagles, cedendo la loro scelta nel primo giro e una scelta del terzo giro nel 2021 in cambio del quarterback Carson Wentz[102]; inoltre cedettero la loro scelta compensatoria del sesto giro in cambio del guard Matt Pryor e la scelta del settimo giro degli Eagles.
- I Colts cedettero il quarterback Carson Wentz, la loro scelta nel secondo giro (47ª assoluta) e la loro scelta nel settimo giro (24ª assoluta) ai Washington Commanders in cambio della scelta nel secondo giro (42ª assoluta), della scelta nel terzo giro (73ª assoluta) e una scelta condizionale nel terzo giro del Draft NFL 2023 di questi ultimi.
- I Colts cedettero la loro scelta del terzo giro (82ª assoluta) agli Atlanta Falcons in cambio del quarterback Matt Ryan.
- I Colts cedettero la loro scelta nel secondo giro (42ª assoluta) e la loro scelta nel quarto giro (122ª assoluta) ai Minnesota Vikings in cambio della scelta nel secondo giro (52ª assoluta), del terzo giro (77ª assoluta) e del sesto giro (192ª assoluta) di questi ultimi.
- I Colts cedettero la loro scelta compensatoria nel quinto giro (179ª assoluta) e la loro scelta nel terzo giro del Draft 2023 ai Denver Broncos in cambio della scelta nel terzo giro (96ª assoluta) di questi ultimi.

### Undrafted free agent
| Undrafted free agent dei Colts nel 2022 |       |                  |         |
| Giocatore                               | Ruolo | College          | Fonte   |
| Max Borghi                              | RB    | Washington State | [ 103 ] |
| Jack Coan                               | QB    | Notre Dame       | [ 103 ] |
| Kekoa Crawford                          | WR    | California       | [ 103 ] |
| Marcel Dabo                             | DB    | IPPP             | [ 103 ] |
| Trevor Denbow                           | S     | SMU              | [ 103 ] |
| JoJo Domann                             | LB    | Nebraska         | [ 103 ] |
| Ethan Ferrea                            | WR    | UCLA             | [ 103 ] |
| Dallis Flowers                          | CB    | Pittsburg State  | [ 103 ] |
| Wesley French                           | C     | Western Michigan | [ 103 ] |
| Alex Mollette                           | C     | Marshall         | [ 103 ] |
| Samson Nacua                            | WR    | BYU              | [ 103 ] |
| Scott Patchan                           | DE    | Colorado State   | [ 103 ] |
| D'Vonte Price                           | RB    | FIU              | [ 103 ] |
| Forrest Rhyne                           | LB    | Villanova        | [ 103 ] |
| Josh Seltzner                           | G     | Wisconsin        | [ 103 ] |
| James Skalski                           | LB    | Clemson          | [ 103 ] |
| Ryan Van Demark                         | OT    | UConn            | [ 103 ] |
| C.J. Verdell                            | RB    | Oregon           | [ 103 ] |
| Sterling Weatherford                    | LB    | Miami (OH)       | [ 103 ] |
| Cullen Wick                             | DE    | Tulsa            | [ 103 ] |
| McKinley Williams III                   | DT    | Syracuse         | [ 103 ] |
| Michael Young Jr.                       | WR    | Cincinnati       | [ 103 ] |

#### NFL International Player Pathway Program
Per la stagione 2022 la AFC South fu selezionata in maniera causale tramite l'NFL International Player Pathway Program per l'assegnazione di un giocatore proveniente dall'estero (escluso il Canada) e che non ha giocato football americano in nessun college, per ogni squadra della division. Il 3 maggio 2022 i Colts annunciarono che gli fu assegnato il defensive back tedesco Marcel Dabo.

## Staff
| Staff degli Indianapolis Colts nel 2022 |
| --- |
| Organi dirigenziali - Proprietario – Jim Irsay - General manager – Chris Ballard - Assistente del general manager – Ed Dodds - Direttore dell'organico giocatori – Kevin Rogers Jr. - Direttore sportivo – Mike Bluem - Direttore degli osservatori del college – Morocco Brown - Direttore del personale sportivo – Jon Shaw - Assistente del direttore degli osservatori del college – Matt Terpening - Osservatore senior – Todd Vasvari - Direttore dello sviluppo giocatori – Brian Decker Capo allenatore - Capo-allenatore – Jeff Saturday (ad interim) Altri allenatori - Preparatore atletico – Richard Howell - Direttore della performance sportiva – Rusty Jones - Scienze motorie/preparazione atletica – Doug McKenney - Assistente p.a. – Zane Fakes Allenatori dell'attacco - Coordinatore offensivo – Vacante - Quarterback – Scott Milanovich - Assistente quarterback/specialista del gioco su passaggi – Parks Frazier - Running back – Scottie Montgomery - Wide receiver – Reggie Wayne - Tight end – Klayton Adams - Offensive line – Chris Strausser - Assistente offensive line – Kevin Mawae - Assistente offensive line – Matt Raich - Controllo qualità dell'attacco/assistente al capo-allenatore – Tyler Boyles - Controllo qualità dell'attacco – Brian Bratton Allenatori della difesa - Coordinatore difensivo – Gus Bradley - Defensive line – Nate Ollie - Assistente speciale della difesa/assistente defensive line – Matt Raich - Linebacker – Richard Smith - Assistente linebacker – Cato June - Defensive back – Ron Milus - Assistente defensive back – Mike Mitchell - Assistente difensivo senior – John Fox Allenatori dello special team - Coordinatore dello special team – Raymond Ventrone - Assistente dello special team – Joe Hastings |

## Roster

### Squadra attuale
| Roster degli Indianapolis Colts nel 2022 |
| --- |
| Quarterback - 4 Sam Ehlinger - 2 Matt Ryan - 9 Nick Foles Running Back - 35 Deon Jackson - 21 Zack Moss - 37 Jake Funk Wide Receiver - 11 Michael Pittman - 14 Alec Pierce - 1 Parris Campbell - 16 Ashton Dulin - 17 Michael Strachan Tight End - 81 Mo Alie-Cox - 83 Kylen Granson - 80 Jelani Woods - 48 Nikola Kalinic Offensive Linemen - 79 Bernhard Raimann T - 73 Dennis Kelly T - 72 Braden Smith T - 56 Quenton Nelson G - 75 Will Fries G - 69 Matt Pryor G - 63 Danny Pinter G - 78 Ryan Kelly C - 62 Wesley French C Defensive Linemen - 51 Kwity Paye DE - 59 Ifeadi Odenigbo DE - 54 Dayo Odeyingbo DE - 52 Ben Banogu DE - 92 Kameron Cline DE - 55 Khalid Kareem DE - 99 DeForest Buckner DT - 90 Grover Stewart DT - 68 Byron Cowart DT - 93 Eric Johnson DT - 95 Chris Williams DT Linebacker - 58 Bobby Okereke OLB - 45 E.J. Speed OLB - 48 Grant Stuard OLB - 57 JoJo Domann OLB - 59 Cameron McGrone OLB - 44 Zaire Franklin MLB Defensive Back - 5 Stephon Gilmore CB - 31 Brandon Facyson CB - 30 Dallis Flowers CB/KR/PR - 39 Darrell Baker CB - 38 Tony Brown CB - 32 Julian Blackmon FS - 25 Rodney Thomas FS - 26 Rodney McLeod SS - 20 Nick Cross SS Special Team - 6 Matt Haack P - 7 Chase McLaughlin K - 46 Luke Rhodes LS Lista delle riserve - 53 Shaquille Leonard MLB (IR) - 94 Tyquan Lewis DE (IR) - 23 Kenny Moore CB (IR) - 91 Yannick Ngakoue DE (IR) - 61 Carter O'Donnell OT (IR) - 85 Andrew Ogletree TE (IR) - 34 Isaiah Rodgers CB (IR) - 8 Rigoberto Sanchez P (IR) - 28 Jonathan Taylor RB (IR) - 33 Armani Watts S (IR) Squadra di allenamento - 97 McTevin Agim DT - 36 Henry Black S - 97 Curtis Brooks DT - 15 Keke Coutee WR - 42 Marcel Dabo S - 7 Ethan Fernea WR - 64 Arlington Hambright G - 71 Jordan Murray OT - 50 Segun Olubi LB - 10 Dezmon Patmon WR - 27 D'vonte Price RB (Practice squad/Injured) - 40 Sheldrick Redwine S - 47 Forrest Rhyne LB - 3 Aron Shampklin RB - 86 Vyncint Smith WR - 30 David Vereen CB - 49 Jalen Wydermyer TE 53 attivi, 10 inattivi, 16 nella squadra di allenamento |
| Legenda - I rookie sono in corsivo. - Il primo ruolo è il principale mentre gli eventuali successivi indicano i ruoli secondari. - (IR) sta per Injured Reserve ed indica la lista ristretta per un solo giocatore infortunato che può tornare ad allenarsi dopo la settimana 6 e a rientrare in prima squadra dopo che questa ha giocato 8 partite. - (NF-Inj.) / (NF-Ill.) stanno rispettivamente per Non-Football Injured e Non-Football Illness ed indicano le liste dove viene inserito un giocatore che ha un infortunio o una malattia non dipendente dal football americano. - (PUP) sta per Physically Unable to Perform ed indica la lista dove viene inserito un giocatore mentre è in attesa di recuperare la condizione fisica. Nella stagione regolare dopo la sesta partita giocata dalla propria squadra, il giocatore ha tempo tre settimane per riprendere ad allenarsi, più tre settimane aggiuntive dal suo rientro agli allenamenti per rientrare in prima squadra. |

## Precampionato
Il 12 maggio 2022 sono state annunciate le partite di precampionato dei Colts.
| Precampionato |           |                      |           |        |                   |         |
| Settimana     | Data      | Avversario           | Risultato | Record | Stadio            | Sintesi |
| 1             | 13 agosto | at Buffalo Bills     | S 24–27   | 0–1    | Highmark Stadium  | Sintesi |
| 2             | 20 agosto | Detroit Lions        | S 26–27   | 0–2    | Lucas Oil Stadium | Sintesi |
| 3             | 27 agosto | Tampa Bay Buccaneers | V 27–10   | 1–2    | Lucas Oil Stadium | Sintesi |

## Stagione regolare

### Calendario
Il calendario della stagione regolare è stato annunciato il 12 maggio 2022. Il gruppo degli avversari, stabiliti sulla base delle rotazioni previste dalla NFL per gli accoppiamenti tra le division nonché dai piazzamenti ottenuti nella stagione precedente, fu giudicato come il 26º più duro da affrontare tra tutti quelli della stagione 2022.
| Stagione regolare |                     |                         |                     |                     |                            |                     |
| Settimana         | Data                | Avversario              | Risultato           | Record              | Stadio                     | Sintesi             |
| 1                 | 11 settembre        | at Houston Texans       | P 20–20 (DTS)       | 0–0–1               | NRG Stadium                | Sintesi             |
| 2                 | 18 settembre        | at Jacksonville Jaguars | S 0–24              | 0–1–1               | TIAA Bank Field            | Sintesi             |
| 3                 | 25 settembre        | Kansas City Chiefs      | V 20–17             | 1–1–1               | Lucas Oil Stadium          | Sintesi             |
| 4                 | 2 ottobre           | Tennessee Titans        | S 17–24             | 1–2–1               | Lucas Oil Stadium          | Sintesi             |
| 5                 | 6 ottobre           | at Denver Broncos       | V 12–9 (DTS)        | 2–2–1               | Empower Field at Mile High | Sintesi             |
| 6                 | 16 ottobre          | Jacksonville Jaguars    | V 34–27             | 3–2–1               | Lucas Oil Stadium          | Sintesi             |
| 7                 | 23 ottobre          | at Tennessee Titans     | S 10–19             | 3–3–1               | Nissan Stadium             | Sintesi             |
| 8                 | 30 ottobre          | Washington Commanders   | S 16–17             | 3–4–1               | Lucas Oil Stadium          | Sintesi             |
| 9                 | 6 novembre          | at New England Patriots | S 3–26              | 3–5–1               | Gillette Stadium           | Sintesi             |
| 10                | 13 novembre         | at Las Vegas Raiders    | V 25–20             | 4–5–1               | Allegiant Stadium          | Sintesi             |
| 11                | 20 novembre         | Philadelphia Eagles     | S 16–17             | 4–6–1               | Lucas Oil Stadium          | Sintesi             |
| 12                | 28 novembre         | Pittsburgh Steelers     | S 17–24             | 4–7–1               | Lucas Oil Stadium          | Sintesi             |
| 13                | 4 dicembre          | at Dallas Cowboys       | S 19–54             | 4–8–1               | AT&T Stadium               | Sintesi             |
| 14                | Settimana di riposo | Settimana di riposo     | Settimana di riposo | Settimana di riposo | Settimana di riposo        | Settimana di riposo |
| 15                | 17 dicembre         | at Minnesota Vikings    | S 36–39 (DTS)       | 4–9–1               | U.S. Bank Stadium          | Sintesi             |
| 16                | 26 dicembre         | Los Angeles Chargers    | S 3–20              | 4–10–1              | Lucas Oil Stadium          | Sintesi             |
| 17                | 1º gennaio          | at New York Giants      | S 10–38             | 4–11–1              | MetLife Stadium            | Sintesi             |
| 18                | 8 gennaio           | Houston Texans          | S 31–32             | 4–12–1              | Lucas Oil Stadium          | Sintesi             |

Note:
- Gli avversari della propria division sono in grassetto.

### Riassunti delle partite

#### Settimana 1: at Houston Texans
| Arbitro: | Land Clark |

| |            | |
| R. Blankenship 5':13" Q1 (FG) 45 yd R. Blankenship 10':44" Q4 (FG) 27 yd J. Taylor 7':42" Q4 (TD) corsa da 2 yd R. Blankenship 7':42" Q4 (pat) M. Pittman Jr. 1':54" Q4 (TD) ricezione da 15 yd R. Blankenship 1':54" Q4 (pat) | Marcatori  | K. Fairbairn 7':50" Q2 (FG) 45 yd O. Howard 2':37" Q2 (TD) ricezione da 16 yd K. Fairbairn 2':37" Q2 (pat) K. Fairbairn 12':17" Q3 (FG) 43 yd O. Howard 7':16" Q3 (TD) ricezione da 22 yd K. Fairbairn 7':16" Q3 (pat) |
| Frank Reich | Allenatori | Lovie Smith |

Fu il primo pareggio dei Colts dal 1982, quando giocavano a Baltimora, e terminò la striscia di otto sconfitte consecutive nelle gare inaugurali della stagione.  Con i Cleveland Browns vincenti nella prima giornata per la prima volta dal 2004, combinata a questa partita, Indianapolis è la franchigia che non vince la gara inaugurale della stagione da più tempo, avendola vinta l'ultima volta nel 2013.

#### Settimana 2: at Jacksonville Jaguars
| Arbitro: | Alex Kemp |

|             |            | |
|             | Marcatori  | C. Kirk 2':21" Q1 (TD) ricezione da 10 yd R. Patterson 2':21" Q1 (pat) J. Robinson 7':52" Q2 (TD) corsa da 37 yd R. Patterson 7':52" Q2 (pat) R. Patterson 1':43" Q2 (FG) 52 yd C. Kirk 0':17" Q3 (TD) ricezione da 5 yd R. Patterson 0':17" Q3 (pat) |
| Frank Reich | Allenatori | Doug Pederson |

I Colts non segnarono punti per la prima volta dalla settimana 13 del 2018, anche allora contro i Jaguars. Questa fu inoltre la loro ottava sconfitta consecutiva a Jacksonville.

#### Settimana 3: vs. Kansas City Chiefs
| Arbitro: | Shawn Smith |

| |            | |
| T. Kelce 0':34" Q1 (TD) ricezione da 3 yd C. Edwards-Helaire 1':46" Q2 (TD) corsa da 1 yd T. Kelce 1':46" Q2 (tpc) M. Ammendola 7':56" Q3 (FG) 26 yd | Marcatori  | J. Woods 12':24" Q1 (TD) ricezione da 1 yd C. McLaughlin 12':24" Q1 (pat) C. McLaughlin 9':40" Q2 (FG) 43 yd C. McLaughlin 2':53" Q3 (FG) 51 yd J. Woods 0':24" Q4 (TD) ricezione da 12 yd C. McLaughlin 0':24" Q4 (pat) |
| Andy Reid | Allenatori | Frank Reich |

#### Settimana 4: vs. Tennessee Titans
| Arbitro: | Scott Novak |

| |            | |
| R. Woods 8':00" Q1 (TD) ricezione da 7 yd R. Bullock 8':00" Q1 (pat) D. Henry 3':46" Q1 (TD) corsa da 19 yd R. Bullock 3':46" Q1 (pat) R. Bullock 9':39" Q2 (FG) 44 yd C. Okonkwo 7':40" Q2 (TD) ricezione da 8 yd R. Bullock 7':40" Q2 (pat) | Marcatori  | C. McLaughlin 13':25" Q2 (FG) 27 yd M. Alie-Cox 2':13" Q2 (TD) ricezione da 14 yd C. McLaughlin 2':13" Q2 (pat) M. Alie-Cox 7':26" Q3 (TD) ricezione da 7 yd C. McLaughlin 7':26" Q3 (pat) |
| Mike Vrabel | Allenatori | Frank Reich |

#### Settimana 5: at Denver Broncos
| Arbitro: | Brad Rogers |

| |            |                                                                                                  |
| C. McLaughlin 0':12" Q2 (FG) 52 yd C. McLaughlin 8':51" Q3 (FG) 51 yd C. McLaughlin 0':05" Q4 (FG) 31 yd C. McLaughlin 5':50" (OT) (FG) 48 yd | Marcatori  | B. McManus 9':28" Q1 (FG) 33 yd B. McManus 10':58" Q2 (FG) 44 yd B. McManus 3':19" Q3 (FG) 45 yd |
| Frank Reich | Allenatori | Nathaniel Hackett                                                                                |

#### Settimana 6: vs. Jacksonville Jaguars
| Arbitro: | Jerome Boger |

| |            | |
| T. Lawrence 3':48" Q1 (TD) corsa da 1 yd R. Patterson 3':48" Q1 (pat) J. Hasty 11':27" Q2 (TD) corsa da 61 yd R. Patterson 11':27" Q1 (pat) T. Lawrence 10':55" Q3 (TD) corsa da 2 yd R. Patterson 10':55" Q3 (pat) C. Kirk 2':44" Q4 (TD) ricezione da 4 yd | Marcatori  | C. McLaughlin 13':56" Q2 (FG) 28 yd P. Campbell 2':06" Q2 (TD) ricezione da 4 yd C. McLaughlin 2':06" Q2 (pat) C. McLaughlin 0':21" Q2 (FG) 42 yd D. Jackson 5':44" Q3 (TD) corsa da 3 yd J. Woods 12':47" Q4 (TD) ricezione da 10 yd C. McLaughlin 12':47" Q4 (pat) A. Pierce 0':17" Q4 (TD) ricezione da 32 yd P. Lindsay 0':17" Q4 (tpc) |
| Doug Pederson | Allenatori | Frank Reich |

#### Settimana 7: at Tennessee Titans
| Arbitro: | Ronald Torbert |

| |            | |
| P. Campbell 4':07" Q3 (TD) ricezione da 4 yd C. McLaughlin 4':07" Q3 (pat) C. McLaughlin 8':31" Q4 (FG) 50 yd | Marcatori  | R. Bullock 4':03" Q1 (FG) 27 yd A. Adams 9':25" Q2 (TD) intercetto ritornato per touchdown R. Bullock 9':25" Q2 (pat) R. Bullock 1':57" Q2 (FG) 28 yd R. Bullock 13':47" Q4 (FG) 38 yd R. Bullock 4':47" Q4 (FG) 48 yd |
| Frank Reich                                                                                                   | Allenatori | Mike Vrabel |

#### Settimana 8: vs. Washington Commanders
| Arbitro: | Craig Wrolstad |

| |            | |
| A. Gibson 10':55" Q2 (TD) ricezione da 9 yd J. Slye 10':55" Q2 (pat) J. Slye 4':55" Q4 (FG) 28 yd T. Heinicke 0':22" Q4 (TD) corsa da 1 yd J. Slye 0':22" Q4 (pat) | Marcatori  | C. McLaughlin 14':13" Q2 (FG) 46 yd C. McLaughlin 7':13" Q3 (FG) 39 yd C. McLaughlin 12':32" Q4 (FG) 20 yd N. Hines 11':12" Q4 (TD) corsa da 6 yd C. McLaughlin 11':12" Q4 (pat) |
| Ron Rivera | Allenatori | Frank Reich |

#### Settimana 9: at New England Patriots
| Arbitro: | Clay Martin |

|                                    |            | |
| C. McLaughlin 8':00" Q3 (FG) 40 yd | Marcatori  | N. Folk 13':30" Q2 (FG) 49 yd N. Folk 8':50" Q2 (FG) 43 yd R. Stevenson 6':12" Q2 (TD) ricezione da 3 yd N. Folk 6':12" Q2 (pat) N. Folk 4':17" Q3 (FG) 43 yd N. Foles 10':10" Q4 (FG) 28 yd J. Jones 3':59" Q4 (TD) intercetto ritornato in touchdown N. Foles 3':59" Q4 (pat) |
| Frank Reich                        | Allenatori | Bill Belichick |

#### Settimana 10: at Las Vegas Raiders
| Arbitro: | Tra Blake |

| |            | |
| M. Ryan 3':17" Q1 (TD) corsa da 1 yd C. McLaughlin 3':17" Q1 (pat) C. McLaughlin 12':38" Q2 (FG) 48 yd C. McLaughlin 0':00" Q2 (FG) 48 yd J. Taylor 1':01" Q3 (TD) corsa da 66 yd P. Campbell 5':07" Q4 (TD) ricezione da 35 yd | Marcatori  | F. Moreau 0':58" Q2 (TD) ricezione da 4 yd D. Carlson 0':58" Q2 (pat) J. Jacobs 1':51" Q3 (TD) corsa da 1 yd D. Carlson 1':51" Q3 (pat) D. Adams 11':36" Q4 (TD) ricezione da 48 yd |
| Jeff Saturday | Allenatori | Josh McDaniels |

#### Settimana 11: vs. Philadelphia Eagles
| Arbitro: | Land Clark |

| |            | |
| J. Elliott 4':50" Q2 (FG) 22 yd Q. Watkins 13':31" Q4 (TD) ricezione da 22 yd J. Elliott 13':31" Q4 (pat) J. Hurts 1':20" Q4 (TD) corsa da 1 yd J. Elliott 1':20" Q4 (pat) | Marcatori  | J. Taylor 9':37" Q1 (TD) corsa da 1 yd C. McLaughlin 9':37" Q1 (pat) C. McLaughlin 0':13" Q2 (FG) 51 yd C. McLaughlin 13':14" Q3 (FG) 36 yd C. McLaughlin 4':37" Q4 (FG) 37 yd |
| Nick Sirianni | Allenatori | Jeff Saturday |

## Classifiche

### Division
| AFC South            |   |    |   |     |     |     |
| Squadra              | V | S  | P | PCT | PF  | PS  |
| Jacksonville Jaguars | 9 | 8  | 0 | 529 | 404 | 350 |
| Tennessee Titans     | 7 | 10 | 0 | 412 | 298 | 359 |
| Indianapolis Colts   | 4 | 12 | 1 | 265 | 289 | 427 |
| Houston Texans       | 3 | 13 | 1 | 206 | 289 | 420 |

## Premi

### Premi settimanali e mensili
- Jonathan Taylor:

running back della settimana 1
giocatore offensivo della AFC della settimana 10
- Chase McLaughlin:

giocatore degli special team della AFC della settimana 5